# Acritohippus
Acritohippus — викопний рід ссавців родини коневих з Північної Америки.